# Turistická značená trasa 1215
 Turistická značená trasa 1215 je 11,5 km dlouhá modře značená trasa Klubu českých turistů v okrese Písek spojující Čimelice s prostorem u Zvíkova. Její převažující směr je jihovýchodní a posléze východní.

## Průběh trasy
Turistická trasa má svůj počátek u nádraží v Čimelicích, kde navazuje na stejně značenou trasu 1214 přicházející sem z Orlíku nad Vltavou. Zároveň je zde výchozí žlutě značená Alšova stezka do Mirotic. Trasa vede nejprve na Čimelické náměstí, kde se opět křižuje s Alšovou stezkou přicházející sem alternativním směrem. Trasa 1215 nabírá jihovýchodní směr a sestupuje podél Čimelického potoka do místní části Větrov, kde překonává řeku Skalici. Podél ní pokračuje po polní cestě dále k jihovýchodu k Valnému rybníku, kde vystoupá mezi pole, kde se napojuje na asfaltovou komunikaci spojující Vrábsko se Smetanovou Lhotou. Po ní sestupuje opět ke Skalici na rozcestí se zde výchozí žlutě značenou trasou 6309 k loveckému zámečku Karlov. Trasa 1215 pokračuje loukami podél Skalice do osady Podelhota a poté po polní cestě přes návrší do Varvažova, resp. jeho místní části U Mostu. Zde se nachází rozcestí se zde výchozí místní žlutě značenou trasou 9162 vedoucí do centra Varvažova alternativní trasou lesním masívem jižně od obce. Trasa 1215 stoupá silnicí východním směrem tamtéž, prochází rozcestím s koncem trasy 9162 a pokračuje do Varvažovských Pasek. Za nimi opouští silnici a po lesní cestě klesá na hranu zátoky Orlické přehrady, kde končí na rozcestí s červeně značenou trasou 0109 z Orlíku nad Vltavou do Písku a naučnou stezkou Orlík - Zvíkovské Podhradí.

## Turistické zajímavosti na trase
- Kamenný most s barokními sochami v Čimelicích
- Kostel Nejsvětější Trojice v Čimelicích
- Výklenková kaple svatého Jana Evangelisty ve Větrově
- Výklenková Kaple U Biskupů
- Výklenková Kaple U Kocábů pod Smetanovou Lhotou
- Kamenný most s kapličkou ve Varvažově
- Výklenková kaple svatého Jana Křtitele mezi místními částmi Varvažova